# ワルキューレの栄光
『ワルキューレの栄光』（ワルキューレのえいこう、The Glory of Walküre）は、バンダイナムコゲームス・ナムコレーベルが2007年6月1日より配信している携帯電話アプリ専用アクションRPG。「ワルキューレ」シリーズのひとつ。
本項では、続編『ワルキューレの栄光2』についても併せて記述する。

## ワルキューレの栄光
本作は「ワルキューレ」シリーズのひとつで、ワルキューレを主人公とし、かつシリーズ作品のリメイクやスピンオフでない完全新作としては1989年に発売された『ワルキューレの伝説』以来、18年ぶりの作品にあたる。
なお、キャラクターデザイナーの冨士宏が同名の漫画作品を『月刊コミックブレイド』（マッグガーデン）で連載したが、本作と直接関連するものではない。

### ストーリー
マーベルランドで「神の眼」の力を手にした邪教祖がタッタ族に邪教を広め、住民を脅威に晒していた。事態を憂慮した大女神は事の真相を調べさせるために神官をマーベルランドに派遣するが、神官たちは次々に消息を絶ち、最後の望みは神の子・ワルキューレに託された。果たして、ワルキューレはマーベルランドの住民たちを邪教の脅威から解放し、邪教祖を操る「神の眼」の謎を解き明かすことが出来るのだろうか?

### ゲームシステム
マップ画面とアクション画面により構成され、マップ画面上のフィールドに入ることで画面が横スクロール方式のアクション画面に切り替わる。
基本的な攻撃方法は剣であるが、展開により魔法やスキルを習得することがある。特に3段ジャンプ・4段ジャンプ・空中浮遊のスキルはゲームクリアに必須となっている。
敵を倒すことにより経験値を積み、レベルアップする度に最大HPが増加する。これに対し、スキルの使用回数はレベルが上がっても増加することは無く習得後に宝箱から「+1」のアイテムを入手したりマップ画面のキャンプを始め様々な場所に出現するズールから購入することで最大使用回数が増加する。
途中、イベントによりプレイヤーの操作するキャラクターがサンドラに交替する場面がある。

### 主要キャラクター
ワルキューレ
主人公。大女神の命を受け、地上に降り立った神の子。
大女神
邪教の蔓延により混乱するマーベルランドの状況を憂慮し、ワルキューレを地上に遣わせた天界の女神。
邪教祖
「神の眼」の力を手にし、タッタ族に邪教を広めている正体不明の人物。
サンドラ
サンドランド平原の心優しき民。砂漠の危険地帯で大蠍・ドクサスGの毒に冒されたワルキューレを救助し、解毒剤を求めて森へ分け入る。
コアクマン
森の住民。毒の知識が豊富で、サンドラの願いを聞き入れて解毒剤を与える。
リレイア
ワルキューレより先にマーベルランドに派遣された天界の戦士。黒衣に身を包みワルキューレと似た技を使う。
ズール
元盗賊の行商人。主にキャンプでアイテムを売っている。
マッコウクジラ
体調を崩し、地底湖に迷い込んだクジラ。

## ワルキューレの栄光2
『ワルキューレの栄光2』（ワルキューレのえいこうツー、The Glory of Walküre 2）は、バンダイナムコゲームス・ナムコレーベルが2009年3月9日より配信している携帯電話アプリ専用アクションRPG。
前作が横スクロール形式なのに対し、本作は『ワルキューレの冒険 時の鍵伝説』に近いフィールド型のアクションRPGとなっている。

### ストーリー（ワルキューレの栄光2）
天界から地上にもたらされた「想念樹」を巡って人々が起こした争いを鎮める命を大女神より受けたワルキューレは、マーベルランドに降り立つ。